# Talisman (brädspel)

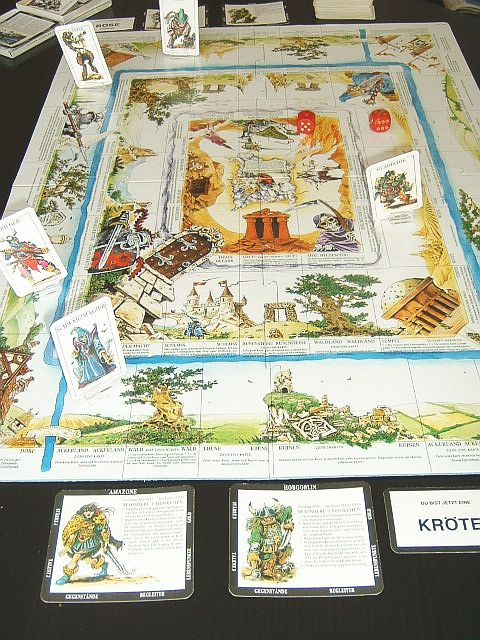
Talisman.

Talisman är ett fantasy-brädspel för två eller flera spelare. Man väljer en rollfigur som har olika fördelar och nackdelar som Barden, Likätaren, Krigaren, Trollkarl, Sierskan, Trollpacka, Troll, Tjuv, Lönnmördare, Alv eller Druiden och försöker sedan nå fram till Härskarkronan i brädets mitt för att med dess hjälp förinta motståndarna. Vägen dit går genom Eldsdalen som endast kan beträdas om man har en talisman: därav spelets namn.
Förflyttning sker med tärning i tre koncentriska kretsar av rutor som i Monopol. På varje spelruta inträffar saker, både slumpmässiga och fasta. Till sin hjälp har spelarna bland annat följeslagare, besvärjelser och magiska föremål. Ett Talisman-parti brukar bestå av en lång inledande fas där spelarna går runt i första och andra kretsen och samlar på sig styrkebonusar, och ett slutspel där man tävlar om vem som först kommer fram till Härskarkronan. Ett stort mått av slump ingår. Till spelet finns också ett antal expansioner med nya spelbräden, rollfigurer, besvärjelser och händelsekort.
Spelet gavs ursprungligen ut 1983 av det brittiska spelföretaget Games Workshop. Den svenska utgåvan, en översättning av den brittiska andra utgåvan, är illustrerad av Gary Chalk. (Denne illustrerade även många soloäventyr samt den brittiska utgåvan av Drakborgen, Dungeon Quest.) Talisman gavs ut i Sverige av Target Games under varumärkena Äventyrsspel (första utgåvan) och Casper (andra utgåvan). Speltekniskt sett är de två utgåvorna identiska.
Hösten 2007 utkom en ny, fjärde, utgåva av den engelska originalversionen.